# Ecuador en la Copa Mundial de Fútbol Sub-20 de 2023
La selección de Ecuador fue uno de los veinticuatro equipos participantes en la Copa Mundial de Fútbol Sub-20 de 2023, torneo que se disputó entre el 20 de mayo hasta el 11 de junio del 2023 en Argentina.
Fue la quinta participación de Ecuador en un mundial de esta categoría, formó parte del Grupo B, junto a Estados Unidos, Eslovaquia y Fiyi.

## Clasificación

### Primera fase - Grupo B
| Pos. | Selección | Pts. | PJ | PG | PE | PP | GF | GC | Dif. |
| ---- | --------- | ---- | -- | -- | -- | -- | -- | -- | ---- |
| 1.   | Uruguay   | 10   | 4  | 3  | 1  | 0  | 11 | 2  | +9   |
| 2.   | Venezuela | 6    | 4  | 2  | 0  | 2  | 2  | 4  | −2   |
| 3.   | Ecuador   | 5    | 4  | 1  | 2  | 1  | 3  | 3  | 0    |
| 4.   | Chile     | 4    | 4  | 1  | 1  | 2  | 2  | 5  | −3   |
| 5.   | Bolivia   | 3    | 4  | 1  | 0  | 3  | 2  | 6  | −4   |

|  | Clasificados a la Fase final. |

### Fase final
| Pos. | Selección | Pts. | PJ | PG | PE | PP | GF | GC | Dif. |
| ---- | --------- | ---- | -- | -- | -- | -- | -- | -- | ---- |
| 1.   | Brasil    | 13   | 5  | 4  | 1  | 0  | 10 | 1  | +9   |
| 2.   | Uruguay   | 12   | 5  | 4  | 0  | 1  | 8  | 4  | +4   |
| 3.   | Colombia  | 10   | 5  | 3  | 1  | 1  | 6  | 2  | +4   |
| 4.   | Ecuador   | 4    | 5  | 1  | 1  | 3  | 5  | 8  | −3   |
| 5.   | Venezuela | 2    | 5  | 0  | 2  | 3  | 4  | 11 | −7   |
| 6.   | Paraguay  | 1    | 5  | 0  | 1  | 4  | 2  | 9  | −7   |

|  | Clasificados para el Mundial Sub-20 de 2023 y para los Juegos Panamericanos de 2023. |
|  | Clasificado para el Mundial Sub-20 de 2023.                                          |

### Partidos - Primera fase
| Fecha       | Lugar   | Instancia    | Local     |                      | Resultado |                    | Visitante |
| ----------- | ------- | ------------ | --------- | -------------------- | --------- | ------------------ | --------- |
| 20 de enero | Palmira | Primera fase | Ecuador   | Bandera de Ecuador   | 1:1 (1:1) | Bandera de Chile   | Chile     |
| 22 de enero | Palmira | Primera fase | Bolivia   | Bandera de Bolivia   | 0:1 (0:0) | Bandera de Ecuador | Ecuador   |
| 26 de enero | Palmira | Primera fase | Venezuela | Bandera de Venezuela | 1:0 (1:0) | Bandera de Ecuador | Ecuador   |
| 28 de enero | Palmira | Primera fase | Ecuador   | Bandera de Ecuador   | 1:1 (1:1) | Bandera de Uruguay | Uruguay   |

### Partidos - Fase final
| Fecha         | Lugar  | Instancia  | Local    |                     | Resultado |                      | Visitante |
| ------------- | ------ | ---------- | -------- | ------------------- | --------- | -------------------- | --------- |
| 31 de enero   | Bogotá | Fase final | Brasil   | Bandera de Brasil   | 3:1 (2:0) | Bandera de Ecuador   | Ecuador   |
| 3 de febrero  | Bogotá | Fase final | Uruguay  | Bandera de Uruguay  | 2:1 (1:1) | Bandera de Ecuador   | Ecuador   |
| 6 de febrero  | Bogotá | Fase final | Colombia | Bandera de Colombia | 1:0 (1:0) | Bandera de Ecuador   | Ecuador   |
| 9 de febrero  | Bogotá | Fase final | Ecuador  | Bandera de Ecuador  | 1:1 (0:1) | Bandera de Venezuela | Venezuela |
| 12 de febrero | Bogotá | Fase final | Ecuador  | Bandera de Ecuador  | 2:1 (1:0) | Bandera de Paraguay  | Paraguay  |

## Plantel

### Lista de convocados
Entrenador:  Miguel Bravo presentó su convocatoria el 9 de mayo de 2023.
| N.º | Nombre              | Posición      | Edad    | Club                         |
| --- | ------------------- | ------------- | ------- | ---------------------------- |
| 1   | Cristhian Loor      | Portero       | 17 años | Independiente del Valle      |
| 12  | Gilmar Napa         | Portero       | 20 años | C. S. Emelec                 |
| 20  | Tony Jiménez        | Portero       | 19 años | Guayaquil City F. C.         |
| 2   | Stalin Valencia     | Defensa       | 19 años | C. Universidad Nacional      |
| 3   | Christian García    | Defensa       | 18 años | C. D. Leganés                |
| 4   | Joel Ordóñez        | Defensa       | 19 años | C. Brujas                    |
| 6   | Yeltzin Erique      | Defensa       | 20 años | Liga Deportiva Universitaria |
| 13  | Daniel de la Cruz   | Defensa       | 19 años | Liga Deportiva Universitaria |
| 16  | Maiky de la Cruz    | Defensa       | 18 años | Stade de Reims               |
| 5   | Óscar Zambrano      | Mediocampista | 19 años | Liga Deportiva Universitaria |
| 8   | Sebastián González  | Mediocampista | 19 años | Liga Deportiva Universitaria |
| 10  | Nilson Angulo       | Mediocampista | 19 años | R. S. C. Anderlecht          |
| 14  | Ariel Mina          | Mediocampista | 20 años | Liga Deportiva Universitaria |
| 15  | Denil Castillo      | Mediocampista | 19 años | Liga Deportiva Universitaria |
| 18  | Tommy Chamba        | Mediocampista | 18 años | C. S. Emelec                 |
| 19  | Kendry Páez         | Mediocampista | 16 años | Independiente del Valle      |
| 21  | José Klinger        | Mediocampista | 18 años | Independiente del Valle      |
| 7   | Alan Minda          | Delantero     | 20 años | Independiente del Valle      |
| 9   | Justin Cuero        | Delantero     | 19 años | Independiente del Valle      |
| 11  | Cristhoper Zambrano | Delantero     | 18 años | S. D. Aucas                  |
| 17  | Maelo Rentería      | Delantero     | 19 años | Independiente del Valle      |

## Participación

### Partidos
| Fecha      | Lugar               | Instancia        | Local          |                           | Resultado |                          | Visitante     |
| ---------- | ------------------- | ---------------- | -------------- | ------------------------- | --------- | ------------------------ | ------------- |
| 20 de mayo | San Juan            | Fase de grupos   | Estados Unidos | Bandera de Estados Unidos | 1:0 (0:0) | Bandera de Ecuador       | Ecuador       |
| 23 de mayo | San Juan            | Fase de grupos   | Ecuador        | Bandera de Ecuador        | 2:1 (1:1) | Bandera de Eslovaquia    | Eslovaquia    |
| 26 de mayo | Santiago del Estero | Fase de grupos   | Ecuador        | Bandera de Ecuador        | 9:0 (4:0) | Bandera de Fiyi          | Fiyi          |
| 1 de junio | Santiago del Estero | Octavos de final | Ecuador        | Bandera de Ecuador        | 2:3 (1:2) | Bandera de Corea del Sur | Corea del Sur |

### Fase de grupos - Grupo B
| Selección      | Pts | PJ | PG | PE | PP | GF | GC | Dif |
| -------------- | --- | -- | -- | -- | -- | -- | -- | --- |
| Estados Unidos | 9   | 3  | 3  | 0  | 0  | 6  | 0  | +6  |
| Ecuador        | 6   | 3  | 2  | 0  | 1  | 11 | 2  | +9  |
| Eslovaquia     | 3   | 3  | 1  | 0  | 2  | 5  | 4  | +1  |
| Fiyi           | 0   | 3  | 0  | 0  | 3  | 0  | 16 | –16 |

|  | Clasificados a los octavos de final. |

#### Estados Unidos vs. Ecuador
| 20 de mayo | Estados Unidos | 1:0 (0:0) | Ecuador | Estadio San Juan del Bicentenario, San Juan                                     |                                                                                 |
| 15:00      | - Gómez 90+3'  | Reporte   |         | Asistencia: 14 865 espectadores Árbitro(s): Salman Falahi VAR: Guillermo Cuadra | Asistencia: 14 865 espectadores Árbitro(s): Salman Falahi VAR: Guillermo Cuadra |

| 1          | Guardameta     | Gabriel Słonina |       |
| 17         | Defensa        | Justin Che      |       |
| 4          | Defensa        | Joshua Wynder   |       |
| 5          | Defensa        | Brandan Craig   |       |
| 13         | Defensa        | Jonathan Gómez  |       |
| 8          | Centrocampista | Jack McGlynn    |       |
| 18         | Centrocampista | Obed Vargas     | 71'   |
| 16         | Centrocampista | Owen Wolff      |       |
| 10         | Delantero      | Diego Luna      | 90+2' |
| 7          | Delantero      | Quinn Sullivan  | 65'   |
| 3          | Delantero      | Caleb Wiley     |       |
| Entrenador | Entrenador     | Mikey Varas     |       |

| 12         | Guardameta     | Gilmar Napa        |     |
| 13         | Defensa        | Daniel de la Cruz  |     |
| 4          | Defensa        | Joel Ordóñez       |     |
| 3          | Defensa        | Christian García   |     |
| 16         | Defensa        | Maiky de la Cruz   |     |
| 19         | Centrocampista | Kendry Páez        | 74' |
| 5          | Centrocampista | Óscar Zambrano     |     |
| 10         | Centrocampista | Nilson Angulo      |     |
| 8          | Centrocampista | Sebastián González | 88' |
| 7          | Centrocampista | Alan Minda         | 65' |
| 9          | Delantero      | Justin Cuero       | 74' |
| Entrenador | Entrenador     | Miguel Bravo       |     |

| 19 | Delantero      | Darren Yapi    | 65'   |
| 6  | Centrocampista | Daniel Edelman | 71'   |
| 15 | Centrocampista | Niko Tsakiris  | 90+2' |

| 14 | Centrocampista | Ariel Mina     | 65' |
| 18 | Centrocampista | Tommy Chamba   | 74' |
| 17 | Delantero      | Maelo Rentería | 74' |
| 15 | Centrocampista | Denil Castillo | 88' |

| Anotado | 90+3' | Jonathan Gómez | 1–0 |

| Amonestado | 56' | Joshua Wynder |

| Amonestado | 83' | Nilson Angulo |

| Árbitro             | Salman Falahi              |
| Árbitros asistentes | Ramzan Al-Naemi            |
| Árbitros asistentes | Majid Al-Shammari          |
| Cuarto árbitro      | Ahmad Al-Ali               |
| VAR                 | Guillermo Cuadra Fernández |
| Adicional VAR       | Ahmed Darwish              |

| 1          | Guardameta     | Gabriel Słonina |       |
| 17         | Defensa        | Justin Che      |       |
| 4          | Defensa        | Joshua Wynder   |       |
| 5          | Defensa        | Brandan Craig   |       |
| 13         | Defensa        | Jonathan Gómez  |       |
| 8          | Centrocampista | Jack McGlynn    |       |
| 18         | Centrocampista | Obed Vargas     | 71'   |
| 16         | Centrocampista | Owen Wolff      |       |
| 10         | Delantero      | Diego Luna      | 90+2' |
| 7          | Delantero      | Quinn Sullivan  | 65'   |
| 3          | Delantero      | Caleb Wiley     |       |
| Entrenador | Entrenador     | Mikey Varas     |       |

| 12         | Guardameta     | Gilmar Napa        |     |
| 13         | Defensa        | Daniel de la Cruz  |     |
| 4          | Defensa        | Joel Ordóñez       |     |
| 3          | Defensa        | Christian García   |     |
| 16         | Defensa        | Maiky de la Cruz   |     |
| 19         | Centrocampista | Kendry Páez        | 74' |
| 5          | Centrocampista | Óscar Zambrano     |     |
| 10         | Centrocampista | Nilson Angulo      |     |
| 8          | Centrocampista | Sebastián González | 88' |
| 7          | Centrocampista | Alan Minda         | 65' |
| 9          | Delantero      | Justin Cuero       | 74' |
| Entrenador | Entrenador     | Miguel Bravo       |     |

| 19 | Delantero      | Darren Yapi    | 65'   |
| 6  | Centrocampista | Daniel Edelman | 71'   |
| 15 | Centrocampista | Niko Tsakiris  | 90+2' |

| 14 | Centrocampista | Ariel Mina     | 65' |
| 18 | Centrocampista | Tommy Chamba   | 74' |
| 17 | Delantero      | Maelo Rentería | 74' |
| 15 | Centrocampista | Denil Castillo | 88' |

| Anotado | 90+3' | Jonathan Gómez | 1–0 |

| Amonestado | 56' | Joshua Wynder |

| Amonestado | 83' | Nilson Angulo |

| Árbitro             | Salman Falahi              |
| Árbitros asistentes | Ramzan Al-Naemi            |
| Árbitros asistentes | Majid Al-Shammari          |
| Cuarto árbitro      | Ahmad Al-Ali               |
| VAR                 | Guillermo Cuadra Fernández |
| Adicional VAR       | Ahmed Darwish              |

| Estadísticas      | Bandera de Estados Unidos | Bandera de Ecuador |
| Tiros             | 11                        | 7                  |
| Tiros a puerta    | 6                         | 0                  |
| Faltas            | 8                         | 5                  |
| Saques de esquina | 8                         | 5                  |
| Penaltis          | 0                         | 0                  |
| Fueras de juego   | 4                         | 1                  |
| Posesión de balón | 62 %                      | 38 %               |

#### Ecuador vs. Eslovaquia
| 23 de mayo | Ecuador                     | 2:1 (1:1) | Eslovaquia    | Estadio San Juan del Bicentenario, San Juan                                       |                                                                                   |
| 18:00      | - Cuero 45+1' - Klinger 59' | Reporte   | - Szolgai 29' | Asistencia: 13 919 espectadores Árbitro(s): Mohammed Al-Hoish VAR: Hamza Al-Fariq | Asistencia: 13 919 espectadores Árbitro(s): Mohammed Al-Hoish VAR: Hamza Al-Fariq |

| 12         | Guardameta     | Gilmar Napa        |       |
| 13         | Defensa        | Daniel de la Cruz  |       |
| 3          | Defensa        | Christian García   |       |
| 4          | Defensa        | Joel Ordóñez       |       |
| 16         | Defensa        | Maiky de la Cruz   |       |
| 5          | Centrocampista | Óscar Zambrano     |       |
| 8          | Centrocampista | Sebastián González |       |
| 21         | Centrocampista | José Klinger       | 78'   |
| 19         | Centrocampista | Kendry Páez        | 90+2' |
| 10         | Centrocampista | Nilson Angulo      | 89'   |
| 9          | Delantero      | Justin Cuero       | 89'   |
| Entrenador | Entrenador     | Miguel Bravo       |       |

| 12         | Guardameta     | Adam Hrdina     |     |
| 19         | Defensa        | Samuel Kopásek  |     |
| 3          | Defensa        | Samuel Bagín    |     |
| 6          | Defensa        | Sebastian Kóša  |     |
| 18         | Defensa        | Nicolas Šikula  |     |
| 17         | Centrocampista | Dominik Šnajder |     |
| 14         | Centrocampista | Máté Szolgai    | 46' |
| 15         | Centrocampista | Nino Marcelli   | 56' |
| 8          | Centrocampista | Artur Gajdoš    | 56' |
| 16         | Centrocampista | Leo Sauer       | 80' |
| 10         | Delantero      | Timotej Jambor  |     |
| Entrenador | Entrenador     | Albert Rusnák   |     |

| 14 | Centrocampista | Ariel Mina          | 78'   |
| 17 | Delantero      | Maelo Rentería      | 89'   |
| 2  | Defensa        | Stalin Valencia     | 89'   |
| 11 | Delantero      | Cristhoper Zambrano | 90+2' |

| 20 | Centrocampista | Mário Sauer   | 46' |
| 9  | Delantero      | Adam Griger   | 56' |
| 5  | Defensa        | Dávid Ovšonka | 56' |
| 7  | Delantero      | Bálint Csóka  | 80' |

| Anotado | 45+1' | Justin Cuero | 1–1 |
| Anotado | 59'   | José Klinger | 2–1 |

| Anotado | 29' | Máté Szolgai | 0–1 |

| Amonestado | 83' | Kendry Páez |

| Amonestado | 67' | Samuel Kopásek |
| Amonestado | 69' | Mário Sauer    |
| Amonestado | 71' | Samuel Bagín   |

| Árbitro             | Mohammed Al-Hoish  |
| Árbitros asistentes | Khalaf Al-Shammari |
| Árbitros asistentes | Yasir Al-Sultan    |
| Cuarto árbitro      | Ahmad Al-Ali       |
| VAR                 | Hamza El Fariq     |
| Adicional VAR       | Dennis Higler      |

| 12         | Guardameta     | Gilmar Napa        |       |
| 13         | Defensa        | Daniel de la Cruz  |       |
| 3          | Defensa        | Christian García   |       |
| 4          | Defensa        | Joel Ordóñez       |       |
| 16         | Defensa        | Maiky de la Cruz   |       |
| 5          | Centrocampista | Óscar Zambrano     |       |
| 8          | Centrocampista | Sebastián González |       |
| 21         | Centrocampista | José Klinger       | 78'   |
| 19         | Centrocampista | Kendry Páez        | 90+2' |
| 10         | Centrocampista | Nilson Angulo      | 89'   |
| 9          | Delantero      | Justin Cuero       | 89'   |
| Entrenador | Entrenador     | Miguel Bravo       |       |

| 12         | Guardameta     | Adam Hrdina     |     |
| 19         | Defensa        | Samuel Kopásek  |     |
| 3          | Defensa        | Samuel Bagín    |     |
| 6          | Defensa        | Sebastian Kóša  |     |
| 18         | Defensa        | Nicolas Šikula  |     |
| 17         | Centrocampista | Dominik Šnajder |     |
| 14         | Centrocampista | Máté Szolgai    | 46' |
| 15         | Centrocampista | Nino Marcelli   | 56' |
| 8          | Centrocampista | Artur Gajdoš    | 56' |
| 16         | Centrocampista | Leo Sauer       | 80' |
| 10         | Delantero      | Timotej Jambor  |     |
| Entrenador | Entrenador     | Albert Rusnák   |     |

| 14 | Centrocampista | Ariel Mina          | 78'   |
| 17 | Delantero      | Maelo Rentería      | 89'   |
| 2  | Defensa        | Stalin Valencia     | 89'   |
| 11 | Delantero      | Cristhoper Zambrano | 90+2' |

| 20 | Centrocampista | Mário Sauer   | 46' |
| 9  | Delantero      | Adam Griger   | 56' |
| 5  | Defensa        | Dávid Ovšonka | 56' |
| 7  | Delantero      | Bálint Csóka  | 80' |

| Anotado | 45+1' | Justin Cuero | 1–1 |
| Anotado | 59'   | José Klinger | 2–1 |

| Anotado | 29' | Máté Szolgai | 0–1 |

| Amonestado | 83' | Kendry Páez |

| Amonestado | 67' | Samuel Kopásek |
| Amonestado | 69' | Mário Sauer    |
| Amonestado | 71' | Samuel Bagín   |

| Árbitro             | Mohammed Al-Hoish  |
| Árbitros asistentes | Khalaf Al-Shammari |
| Árbitros asistentes | Yasir Al-Sultan    |
| Cuarto árbitro      | Ahmad Al-Ali       |
| VAR                 | Hamza El Fariq     |
| Adicional VAR       | Dennis Higler      |

| Estadísticas      | Bandera de Ecuador | Bandera de Eslovaquia |
| Tiros             | 14                 | 7                     |
| Tiros a puerta    | 6                  | 4                     |
| Faltas            | 15                 | 15                    |
| Saques de esquina | 5                  | 4                     |
| Penaltis          | 0                  | 0                     |
| Fueras de juego   | 3                  | 1                     |
| Posesión de balón | 55 %               | 45 %                  |

#### Ecuador vs. Fiyi
| 26 de mayo | Ecuador | 9:0 (4:0) | Fiyi | Estadio Único Madre de Ciudades, Santiago del Estero                        |                                                                             |
| 15:00      | - Páez 7' - Klinger 34' - Cuero 36', 45+6' - Minda 66', 85' - Chamba 89' - C. Zambrano 90+6' (pen.), 90+10' | Reporte   |      | Asistencia: 9 958 espectadores Árbitro(s): Yūsuke Araki VAR: Kim Jong-hyeok | Asistencia: 9 958 espectadores Árbitro(s): Yūsuke Araki VAR: Kim Jong-hyeok |

| 12         | Guardameta     | Gilmar Napa        |     |
| 13         | Defensa        | Daniel de la Cruz  | 61' |
| 3          | Defensa        | Christian García   |     |
| 4          | Defensa        | Joel Ordóñez       | 61' |
| 16         | Defensa        | Maiky de la Cruz   | 14' |
| 5          | Centrocampista | Óscar Zambrano     |     |
| 19         | Centrocampista | Kendry Páez        | 61' |
| 8          | Centrocampista | Sebastián González |     |
| 10         | Delantero      | Nilson Angulo      | 73' |
| 9          | Delantero      | Justin Cuero       |     |
| 21         | Delantero      | José Klinger       |     |
| Entrenador | Entrenador     | Miguel Bravo       |     |

| 13         | Guardameta     | Joji Vuakaca          | 73' |
| 17         | Defensa        | Mohammed Raheem       | 41' |
| 2          | Defensa        | Peter Ravai           | 46' |
| 21         | Defensa        | Sterling Vasconcellos | 46' |
| 8          | Defensa        | Joshua Laqeretabua    |     |
| 4          | Centrocampista | Abdullah Aiyas        |     |
| 10         | Centrocampista | Nabil Begg            |     |
| 6          | Centrocampista | Thomas Dunn           |     |
| 5          | Delantero      | Sakiusa Saqiri        |     |
| 9          | Delantero      | Faazil Ali            | 46' |
| 7          | Delantero      | Arshad Khan           |     |
| Entrenador | Entrenador     | Bobby Mimms           |     |

| 6  | Defensa        | Yeltzin Erique      | 14' |
| 7  | Delantero      | Alan Minda          | 61' |
| 14 | Centrocampista | Ariel Mina          | 61' |
| 18 | Centrocampista | Tommy Chamba        | 61' |
| 11 | Delantero      | Cristhoper Zambrano | 73' |

| 16 | Defensa        | Geary Kubu       | 41' |
| 18 | Defensa        | Samuela Navoce   | 46' |
| 3  | Centrocampista | Eneriko Matau    | 46' |
| 15 | Centrocampista | Sailasa Ratu     | 46' |
| 20 | Guardameta     | Isikeli Sevanaia | 73' |

| Anotado         | 7'     | Kendry Páez         | 1–0 |
| Anotado         | 34'    | José Klinger        | 2–0 |
| Anotado         | 36'    | Justin Cuero        | 3–0 |
| Anotado         | 45+6'  | Justin Cuero        | 4–0 |
| Anotado         | 66'    | Alan Minda          | 5–0 |
| Anotado         | 85'    | Alan Minda          | 6–0 |
| Anotado         | 89'    | Tommy Chamba        | 7–0 |
| Anotado · Penal | 90+6'  | Cristhoper Zambrano | 8–0 |
| Anotado         | 90+10' | Cristhoper Zambrano | 9–0 |

| Amonestado | 24'   | Thomas Dunn |
| Amonestado | 84'   | Arshad Khan |
| Amonestado | 90+5' | Geary Kubu  |

| Árbitro             | Yūsuke Araki     |
| Árbitros asistentes | Jun Mihara       |
| Árbitros asistentes | Takumi Takagi    |
| Cuarto árbitro      | Abdel Aziz Bouh  |
| VAR                 | Kim Jong-hyeok   |
| Adicional VAR       | Sivakorn Pu-udom |

| 12         | Guardameta     | Gilmar Napa        |     |
| 13         | Defensa        | Daniel de la Cruz  | 61' |
| 3          | Defensa        | Christian García   |     |
| 4          | Defensa        | Joel Ordóñez       | 61' |
| 16         | Defensa        | Maiky de la Cruz   | 14' |
| 5          | Centrocampista | Óscar Zambrano     |     |
| 19         | Centrocampista | Kendry Páez        | 61' |
| 8          | Centrocampista | Sebastián González |     |
| 10         | Delantero      | Nilson Angulo      | 73' |
| 9          | Delantero      | Justin Cuero       |     |
| 21         | Delantero      | José Klinger       |     |
| Entrenador | Entrenador     | Miguel Bravo       |     |

| 13         | Guardameta     | Joji Vuakaca          | 73' |
| 17         | Defensa        | Mohammed Raheem       | 41' |
| 2          | Defensa        | Peter Ravai           | 46' |
| 21         | Defensa        | Sterling Vasconcellos | 46' |
| 8          | Defensa        | Joshua Laqeretabua    |     |
| 4          | Centrocampista | Abdullah Aiyas        |     |
| 10         | Centrocampista | Nabil Begg            |     |
| 6          | Centrocampista | Thomas Dunn           |     |
| 5          | Delantero      | Sakiusa Saqiri        |     |
| 9          | Delantero      | Faazil Ali            | 46' |
| 7          | Delantero      | Arshad Khan           |     |
| Entrenador | Entrenador     | Bobby Mimms           |     |

| 6  | Defensa        | Yeltzin Erique      | 14' |
| 7  | Delantero      | Alan Minda          | 61' |
| 14 | Centrocampista | Ariel Mina          | 61' |
| 18 | Centrocampista | Tommy Chamba        | 61' |
| 11 | Delantero      | Cristhoper Zambrano | 73' |

| 16 | Defensa        | Geary Kubu       | 41' |
| 18 | Defensa        | Samuela Navoce   | 46' |
| 3  | Centrocampista | Eneriko Matau    | 46' |
| 15 | Centrocampista | Sailasa Ratu     | 46' |
| 20 | Guardameta     | Isikeli Sevanaia | 73' |

| Anotado         | 7'     | Kendry Páez         | 1–0 |
| Anotado         | 34'    | José Klinger        | 2–0 |
| Anotado         | 36'    | Justin Cuero        | 3–0 |
| Anotado         | 45+6'  | Justin Cuero        | 4–0 |
| Anotado         | 66'    | Alan Minda          | 5–0 |
| Anotado         | 85'    | Alan Minda          | 6–0 |
| Anotado         | 89'    | Tommy Chamba        | 7–0 |
| Anotado · Penal | 90+6'  | Cristhoper Zambrano | 8–0 |
| Anotado         | 90+10' | Cristhoper Zambrano | 9–0 |

| Amonestado | 24'   | Thomas Dunn |
| Amonestado | 84'   | Arshad Khan |
| Amonestado | 90+5' | Geary Kubu  |

| Árbitro             | Yūsuke Araki     |
| Árbitros asistentes | Jun Mihara       |
| Árbitros asistentes | Takumi Takagi    |
| Cuarto árbitro      | Abdel Aziz Bouh  |
| VAR                 | Kim Jong-hyeok   |
| Adicional VAR       | Sivakorn Pu-udom |

| Estadísticas      | Bandera de Ecuador | Bandera de Fiyi |
| Tiros             | 39                 | 3               |
| Tiros a puerta    | 21                 | 0               |
| Faltas            | 4                  | 14              |
| Saques de esquina | 8                  | 1               |
| Penaltis          | 1                  | 0               |
| Fueras de juego   | 4                  | 0               |
| Posesión de balón | 74 %               | 26 %            |

### Octavos de final

#### Ecuador vs. Corea del Sur
| 1 de junio | Ecuador                              | 2:3 (1:2) | Corea del Sur                                              | Estadio Único Madre de Ciudades, Santiago del Estero                             |                                                                                  |
| 18:00      | - Cuero 36' (pen.) - González B. 84' | Reporte   | - Lee Young-jun 11' - Bae Jun-ho 19' - Choi Seok-hyeon 48' | Asistencia: 12 492 espectadores Árbitro(s): Oshane Nation VAR: Aleandro Di Paolo | Asistencia: 12 492 espectadores Árbitro(s): Oshane Nation VAR: Aleandro Di Paolo |

| 12         | Guardameta     | Gilmar Napa        |     |
| 13         | Defensa        | Daniel de la Cruz  | 55' |
| 2          | Defensa        | Stalin Valencia    | 46' |
| 4          | Defensa        | Joel Ordóñez       |     |
| 16         | Defensa        | Maiky de la Cruz   | 77' |
| 5          | Centrocampista | Óscar Zambrano     |     |
| 19         | Centrocampista | Kendry Páez        |     |
| 8          | Centrocampista | Sebastián González |     |
| 21         | Delantero      | José Klinger       | 68' |
| 9          | Delantero      | Justin Cuero       |     |
| 10         | Delantero      | Nilson Angulo      | 46' |
| Entrenador | Entrenador     | Miguel Bravo       |     |

| 1          | Guardameta     | Kim Jun-hong    |     |
| 2          | Defensa        | Park Chang-woo  |     |
| 4          | Defensa        | Choi Seok-hyeon |     |
| 20         | Defensa        | Kim Ji-soo      |     |
| 13         | Defensa        | Choi Ye-hoon    | 82' |
| 6          | Centrocampista | Park Hyun-bin   | 69' |
| 14         | Centrocampista | Kang Sang-yoon  |     |
| 7          | Centrocampista | Kim Yong-hak    | 61' |
| 8          | Centrocampista | Lee Seung-won   | 61' |
| 10         | Centrocampista | Bae Jun-ho      | 82' |
| 9          | Delantero      | Lee Young-jun   |     |
| Entrenador | Entrenador     | Kim Eun-jung    |     |

| 3  | Defensa        | Christian García    | 46' |
| 7  | Delantero      | Alan Minda          | 46' |
| 11 | Delantero      | Cristhoper Zambrano | 55' |
| 18 | Centrocampista | Tommy Chamba        | 68' |
| 14 | Centrocampista | Ariel Mina          | 77' |

| 11 | Centrocampista | Kang Seong-jin  | 61' |
| 3  | Defensa        | Hwang In-taek   | 61' |
| 5  | Defensa        | Lee Chan-wook   | 69' |
| 19 | Defensa        | Bae Seo-joon    | 82' |
| 15 | Defensa        | Cho Young-kwang | 82' |

| Anotado · Penal | 36' | Justin Cuero       | 1–2 |
| Anotado         | 84' | Sebastián González | 2–3 |

| Anotado | 11' | Lee Young-jun   | 0–1 |
| Anotado | 19' | Bae Jun-ho      | 0–2 |
| Anotado | 48' | Choi Seok-hyeon | 1–3 |

| Amonestado | 77' | Kendry Páez |

| Árbitro             | Oshane Nation       |
| Árbitros asistentes | Ojay Duhaney        |
| Árbitros asistentes | Jassett Kerr-Wilson |
| Cuarto árbitro      | Issa Sy             |
| Quinto árbitro      | Nouha Bangoura      |
| VAR                 | Aleandro Di Paolo   |
| Adicional VAR       | Timothy Ford        |

| 12         | Guardameta     | Gilmar Napa        |     |
| 13         | Defensa        | Daniel de la Cruz  | 55' |
| 2          | Defensa        | Stalin Valencia    | 46' |
| 4          | Defensa        | Joel Ordóñez       |     |
| 16         | Defensa        | Maiky de la Cruz   | 77' |
| 5          | Centrocampista | Óscar Zambrano     |     |
| 19         | Centrocampista | Kendry Páez        |     |
| 8          | Centrocampista | Sebastián González |     |
| 21         | Delantero      | José Klinger       | 68' |
| 9          | Delantero      | Justin Cuero       |     |
| 10         | Delantero      | Nilson Angulo      | 46' |
| Entrenador | Entrenador     | Miguel Bravo       |     |

| 1          | Guardameta     | Kim Jun-hong    |     |
| 2          | Defensa        | Park Chang-woo  |     |
| 4          | Defensa        | Choi Seok-hyeon |     |
| 20         | Defensa        | Kim Ji-soo      |     |
| 13         | Defensa        | Choi Ye-hoon    | 82' |
| 6          | Centrocampista | Park Hyun-bin   | 69' |
| 14         | Centrocampista | Kang Sang-yoon  |     |
| 7          | Centrocampista | Kim Yong-hak    | 61' |
| 8          | Centrocampista | Lee Seung-won   | 61' |
| 10         | Centrocampista | Bae Jun-ho      | 82' |
| 9          | Delantero      | Lee Young-jun   |     |
| Entrenador | Entrenador     | Kim Eun-jung    |     |

| 3  | Defensa        | Christian García    | 46' |
| 7  | Delantero      | Alan Minda          | 46' |
| 11 | Delantero      | Cristhoper Zambrano | 55' |
| 18 | Centrocampista | Tommy Chamba        | 68' |
| 14 | Centrocampista | Ariel Mina          | 77' |

| 11 | Centrocampista | Kang Seong-jin  | 61' |
| 3  | Defensa        | Hwang In-taek   | 61' |
| 5  | Defensa        | Lee Chan-wook   | 69' |
| 19 | Defensa        | Bae Seo-joon    | 82' |
| 15 | Defensa        | Cho Young-kwang | 82' |

| Anotado · Penal | 36' | Justin Cuero       | 1–2 |
| Anotado         | 84' | Sebastián González | 2–3 |

| Anotado | 11' | Lee Young-jun   | 0–1 |
| Anotado | 19' | Bae Jun-ho      | 0–2 |
| Anotado | 48' | Choi Seok-hyeon | 1–3 |

| Amonestado | 77' | Kendry Páez |

| Árbitro             | Oshane Nation       |
| Árbitros asistentes | Ojay Duhaney        |
| Árbitros asistentes | Jassett Kerr-Wilson |
| Cuarto árbitro      | Issa Sy             |
| Quinto árbitro      | Nouha Bangoura      |
| VAR                 | Aleandro Di Paolo   |
| Adicional VAR       | Timothy Ford        |

| Estadísticas      | Bandera de Ecuador | Bandera de Corea del Sur |
| Tiros             | 26                 | 8                        |
| Tiros a puerta    | 5                  | 4                        |
| Faltas            | 18                 | 15                       |
| Saques de esquina | 5                  | 5                        |
| Penaltis          | 1                  | 0                        |
| Fueras de juego   | 0                  | 2                        |
| Posesión de balón | 70 %               | 30 %                     |

## Estadísticas

### Participación de jugadores
| N.° | Pos        | Jugador        | PJ | Minutos jugados | Goles recibidos | Atajos | Tarjetas amarillas | Doble tarjeta amarilla y roja | Tarjetas rojas |
| --- | ---------- | -------------- | -- | --------------- | --------------- | ------ | ------------------ | ----------------------------- | -------------- |
| 1   | Guardameta | Cristhian Loor | 0  | 0               | 0               | 0      | 0                  | 0                             | 0              |
| 12  | Guardameta | Gilmar Napa    | 4  | 360             | 5               | 7      | 0                  | 0                             | 0              |
| 20  | Guardameta | Tony Jiménez   | 0  | 0               | 0               | 0      | 0                  | 0                             | 0              |

| N.° | Pos            | Jugador             | PJ | Minutos jugados | Goles | Asistencias | Tarjetas Amarillas | Doble tarjeta amarilla y roja | Tarjetas rojas |
| --- | -------------- | ------------------- | -- | --------------- | ----- | ----------- | ------------------ | ----------------------------- | -------------- |
| 2   | Defensa        | Stalin Valencia     | 2  | 47              | 0     | 0           | 0                  | 0                             | 0              |
| 3   | Defensa        | Christian García    | 4  | 315             | 0     | 0           | 0                  | 0                             | 0              |
| 4   | Defensa        | Joel Ordóñez        | 4  | 331             | 0     | 0           | 0                  | 0                             | 0              |
| 5   | Centrocampista | Óscar Zambrano      | 4  | 360             | 0     | 0           | 0                  | 0                             | 0              |
| 6   | Defensa        | Yeltzin Erique      | 1  | 76              | 0     | 1           | 0                  | 0                             | 0              |
| 7   | Delantero      | Alan Minda          | 3  | 139             | 2     | 2           | 0                  | 0                             | 0              |
| 8   | Centrocampista | Sebastián González  | 4  | 358             | 1     | 0           | 0                  | 0                             | 0              |
| 9   | Delantero      | Justin Cuero        | 4  | 343             | 4     | 0           | 0                  | 0                             | 0              |
| 10  | Centrocampista | Nilson Angulo       | 4  | 297             | 0     | 3           | 1                  | 0                             | 0              |
| 11  | Delantero      | Cristhoper Zambrano | 3  | 52              | 2     | 0           | 0                  | 0                             | 0              |
| 13  | Defensa        | Daniel de la Cruz   | 4  | 296             | 0     | 0           | 0                  | 0                             | 0              |
| 14  | Centrocampista | Ariel Mina          | 4  | 79              | 0     | 1           | 0                  | 0                             | 0              |
| 15  | Centrocampista | Denil Castillo      | 1  | 2               | 0     | 0           | 0                  | 0                             | 0              |
| 16  | Defensa        | Maiky de la Cruz    | 4  | 271             | 0     | 0           | 0                  | 0                             | 0              |
| 17  | Delantero      | Maelo Rentería      | 2  | 17              | 0     | 0           | 0                  | 0                             | 0              |
| 18  | Centrocampista | Tommy Chamba        | 3  | 67              | 1     | 1           | 0                  | 0                             | 0              |
| 19  | Centrocampista | Kendry Páez         | 4  | 315             | 1     | 2           | 2                  | 0                             | 0              |
| 21  | Centrocampista | José Klinger        | 3  | 236             | 2     | 0           | 0                  | 0                             | 0              |

### Goleadores
| N.°   | Jugador             | Anotado | PJ | Prom. | Jugada | Cabeza | TL | Penal |
| ----- | ------------------- | ------- | -- | ----- | ------ | ------ | -- | ----- |
| 1     | Justin Cuero        | 4       | 4  | 1     | 3      | 0      | 0  | 1     |
| 2     | José Klinger        | 2       | 3  | 0.67  | 2      | 0      | 0  | 0     |
|       | Alan Minda          | 2       | 3  | 0.67  | 2      | 0      | 0  | 0     |
|       | Cristhoper Zambrano | 2       | 3  | 0.67  | 1      | 0      | 0  | 1     |
| 3     | Tommy Chamba        | 1       | 3  | 0.33  | 1      | 0      | 0  | 0     |
|       | Kendry Páez         | 1       | 4  | 0.25  | 1      | 0      | 0  | 0     |
|       | Sebastián González  | 1       | 4  | 0.25  | 1      | 0      | 0  | 0     |
| Total | Total               | 13      | 4  | 3.25  | 11     | 0      | 0  | 2     |

### Asistencias
| N.°   | Jugador        | Asistencia | Jugada | Cabeza | TL | SdE |
| ----- | -------------- | ---------- | ------ | ------ | -- | --- |
| 1     | Nilson Angulo  | 3          | 3      | 0      | 0  | 0   |
| 2     | Kendry Páez    | 2          | 2      | 0      | 0  | 0   |
|       | Alan Minda     | 2          | 2      | 0      | 0  | 0   |
| 3     | Yeltzin Erique | 1          | 1      | 0      | 0  | 0   |
|       | Tommy Chamba   | 1          | 1      | 0      | 0  | 0   |
|       | Ariel Mina     | 1          | 1      | 0      | 0  | 0   |
| Total | Total          | 10         | 10     | 0      | 0  | 0   |